# Folgueroles
Folgueroles è un comune spagnolo di 1 693 abitanti situato nella comunità autonoma della Catalogna.